# 小小画家
《小小画家》，黎锦晖编剧作曲的儿童歌舞剧，於1927年9月上海首演。分為「儿嬉」、「母诫」、「师训」、「闹学」、「因材施教」共五场，描写一个有绘画才能的孩子，被老师和母亲逼着念《千字文》、《百家姓》等古书，因不愿学息而受到老师的打骂，最后老师发现了他在绘画方面的才能。该剧提倡因材施教的教育方针，剧中有《背书歌》、《打盹曲》等曲。